# 松原剛 (演劇研究者)
松原 剛（まつばら つよし、1930年（昭和5年） - 2023年（令和5年）10月13日）は、日本の演劇研究者。日本大学芸術学部名誉教授。中国の中央戯劇学院名誉教授、中国戯曲学院名誉教授。

## 経歴

### 青年期
1930年（昭和5年）、長崎県南松浦郡魚目村浦桑郷（現・新上五島町）に生まれ、魚目村立魚目小学校、魚目村立魚目中学校を卒業した。

### 演劇研究者として
1959年（昭和34年）に日本大学芸術学部の教員となり、演劇学科の主任教授を務めた。2000年（平成12年）に日本大学芸術学部教授を退職し、その後は日本大学大学院芸術学研究科の講師を務めた。
日本大学で教員を務める傍らで、京劇や中国舞踊の日本公演、日本と中国の学生の交流、中国の舞台芸術の日本への紹介などを行った。1988年（昭和63年）には中国・北京市の中央戯劇学院名誉教授に就任した。1991年（平成3年）から2000年（平成12年）には日中演劇交流話劇人社常務理事を務め、1998年（平成10年）には中華人民共和国国務院によって外国専家友誼賞を受賞した。2008年（平成20年）1月には中央戯劇学院で「日中戯劇交流50年展」が開催され、同年には中国・北京市の中国戯曲学院名誉教授に就任した。
2002年（平成14年）から2006年（平成18年）には全国芝居小屋連絡協議会会長を務め、日本全国の芝居小屋の復活などにも尽力した。

### 郷土に関する役職
郷土に関する役職としては、1985年（昭和60年）から1996年（平成8年）には長崎県人クラブ常務理事を務め、2002年（平成14年）から2008年（平成20年）には東京五島会会長を務めた。

### 晩年
2020年（令和2年）10月17日、母校である新上五島町立魚目小学校に顕彰碑「夢と希望の碑」が建立された。2023年（令和5年）10月13日、92歳で死去した。

## 著書
単著
- 『現代中国演劇考』新評論社、1991年
- 『五島列島・芝居小屋・中国演劇』ゆにおん出版、2009年

共著
- 大山禮二 編『舞台芸術専門家という仕事』ぺりかん社、1996年